# 西岡範敏
西岡 範敏（にしおか のりとし、西岡ペンシル）は、日本のクリエーター、アートディレクター、デザイナー。西岡ペンシル代表。

## 経歴
京都市生まれ。高槻中学校・高等学校、金沢美術工芸大学卒業。広告代理店 電通を経て2006年に株式会社 西岡ペンシル 設立。
広告のアートディレクションから着物のデザインまで、様々な分野で仕事をしている。鳥瞰図師の祖父と、京友禅悉皆屋の家に生まれたルーツを持ち、和様の美から受ける刺激・素養を グラフィックデザインやアートに通じるものとして活かしてきた。文様を単なる柄や装飾と捉えるだけではなく「時代や場に応じて複雑な意味の広がりを投影できる優れたアートプラットフォームとしての文様」を独自に制作する。

## 主な作品
- 洋菓子のヒロタ 100周年リブランディング / ロゴマーク / パッケージ
- 婦人画報のお取り寄せ ショッピングバッグ / ラッピングペーパー / 「私と、誰かを幸せにしよう。」
- 象印マホービン 世界市場向けステンレスマグ Japanesque Hana + Kana Collection
- ワコール CW-X スポーツタイツ
- ルミネ・ザ・バーゲン 2018 夏 / 2019 NEW YEAR
- 私立恵比寿中学「スーパーヒーロー」「穴空」「まっすぐ」（ソニー・ミュージックエンタテインメント） / 衣装アートワーク（ファミえん、新春大学芸会）
- 「象の目 象印百年物語」（象印マホービン100周年記念新聞広告漫画、2018年5月10日[2]）
- SHISEIDO THE GINZA「GINZA 心粋 COLLECTION」
- KAPUKI 「Elly & Oby」
- 細見美術館 “RIMPOO” HOSOMI MUSEUM × NISHIOKA PENCIL / 描かれた「わらい」と「こわい」展
- 日本ハム「美ノ国」
- イズノスケ（静岡県）
- Welcome! ほじょ犬（厚生労働省）
- docomo「どこも同じですか。ドコモは違います。」
- ラゾーナ川崎プラザ（三井不動産・ららぽーと）
- タイ国際航空 「タイって、いい奴！」
- ANAYI
- イプサ
- 関西国際空港 ロゴタイプ
- NHKスペシャル「東北 夏祭り ～鎮魂と絆と～」
- メタルギアソリッド4 （コナミ）
- トヨタ・カローラ フィールダー／ルミオン
- トヨタ・パッソ
- 河童のクゥと夏休み（アニプレックス）
- MENU vol.2（Dub Restaurant Communication）
- WHY SHEEP？ 「Sampling Concerto No.1 "The Vanishing Sun" Op.138」（M.O.O.D.）
- 平井堅「思いがかさなるその前に…」（デフスターレコーズ）
- 和田アキ子「ゴールデンタイム」（テイチクエンタテインメント）

## 展覧会
- 「金沢美術工芸大学 60周年記念展 EYE Vol.2 - 金沢21世紀美術館」 (2006)
- 「へんで、いいよ。」 (2010)
- 「六箔五日展（浅草LIONビル）」(2011)
- 「Nishioka Pencil  NEW MONYO = nouveaux MOTIFS graphiques（Mirror Galerie, PARIS）」(2014)
- 「西岡ペンシル　ニュー・文様（GALLERY SPEAK FOR）」(2014)
- 「西岡ペンシル　文様あらも～ど（GALLERY SPEAK FOR）」(2015)
- 「西岡ペンシル　文様、楽園へ。（GALLERY SPEAK FOR）」(2016)
- 「金沢ブランド大解剖展（LION BUILDING）」 (2016)
- 「金沢ブランド100展（金沢21世紀美術館）」（2018）
- 「西岡ペンシル 文字と文様 ～「あ」より「あい」～ (AL)」 (2019)
- 「西岡ペンシル Grateful ～花か髑髏か～ (AL)」 (2022)

## 受賞
グッドデザイン賞、日経広告賞、新聞広告賞、雑誌広告賞、世界ポスタートリエンナーレトヤマ、New York Art Directors Club Awards、New York Festivals Advertising Awards、London International Awards、Ad Spot Award、Cannes Lions International Advertising Awards ほか受賞